# Nikolaus von Wassilko

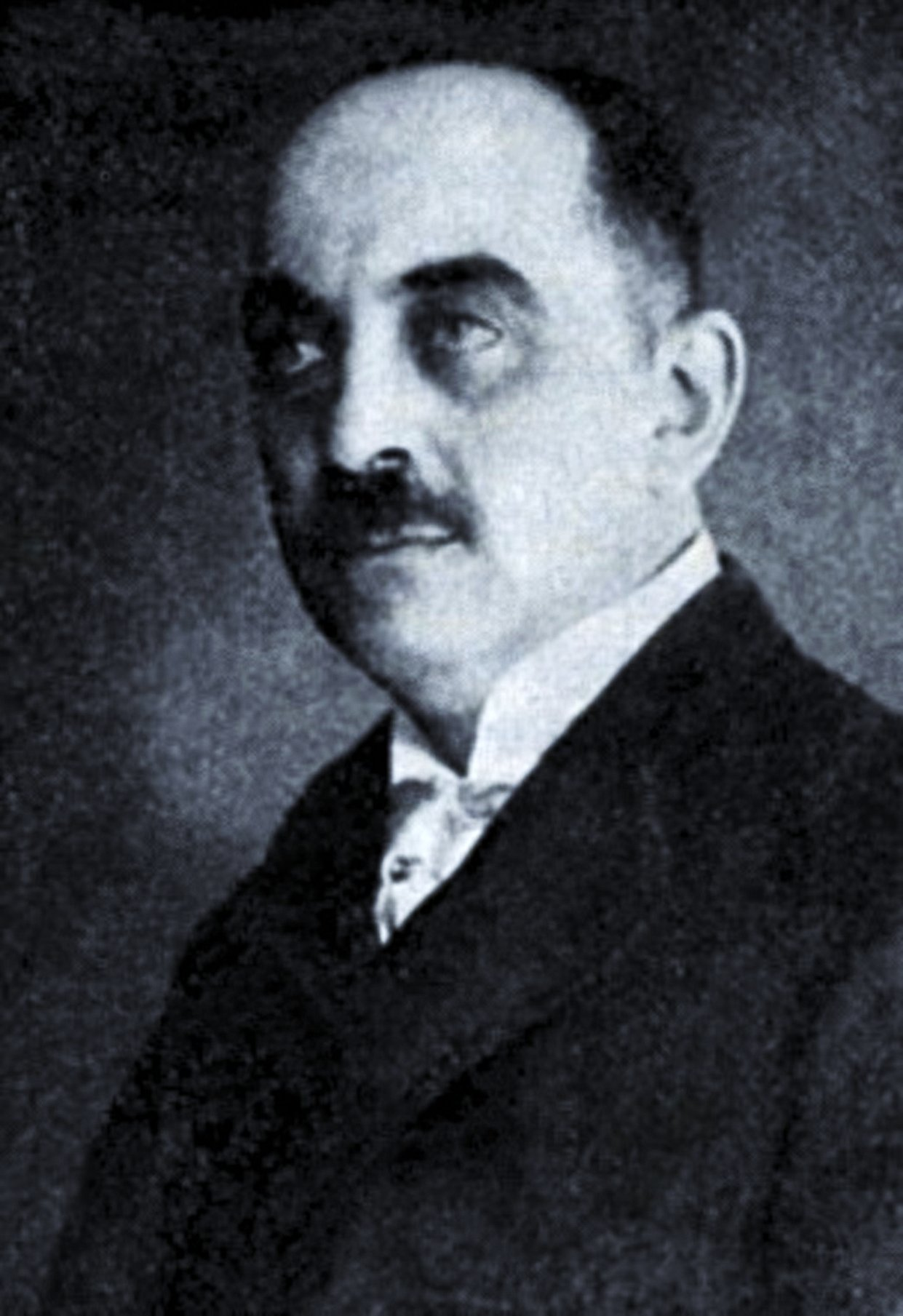
Nikolaus Ritter von Wassilko

Nikolaus Ritter von Wassilko (ukrainisch Микола Миколайович Василько/Mykola Mykolaiowytsch Wassylko; * 25. März 1868 in Lukawetz (Lucavăț), Österreich-Ungarn; † 2. August 1924 in Bad Reichenhall, beerdigt in Berlin-Tegel) auch Nicolae oder Nikolaj mit Vornamen genannt, war ein österreichischer, später ukrainischer Politiker und Großgrundbesitzer rumänischer Herkunft.

## Leben
Er absolvierte die Theresianische Akademie in Wien und erbte 1892 die Güter seines Vaters gleichen Vornamens, der mit der Baronin Aglaia von Petrino-Armis verheiratet gewesen war. Dem Vorbild des Freiherren Alexander Wassilko von Serecki gemäß ließ er 1892 Nikolausdorf zur Ansiedlung deutscher Bauern errichten.

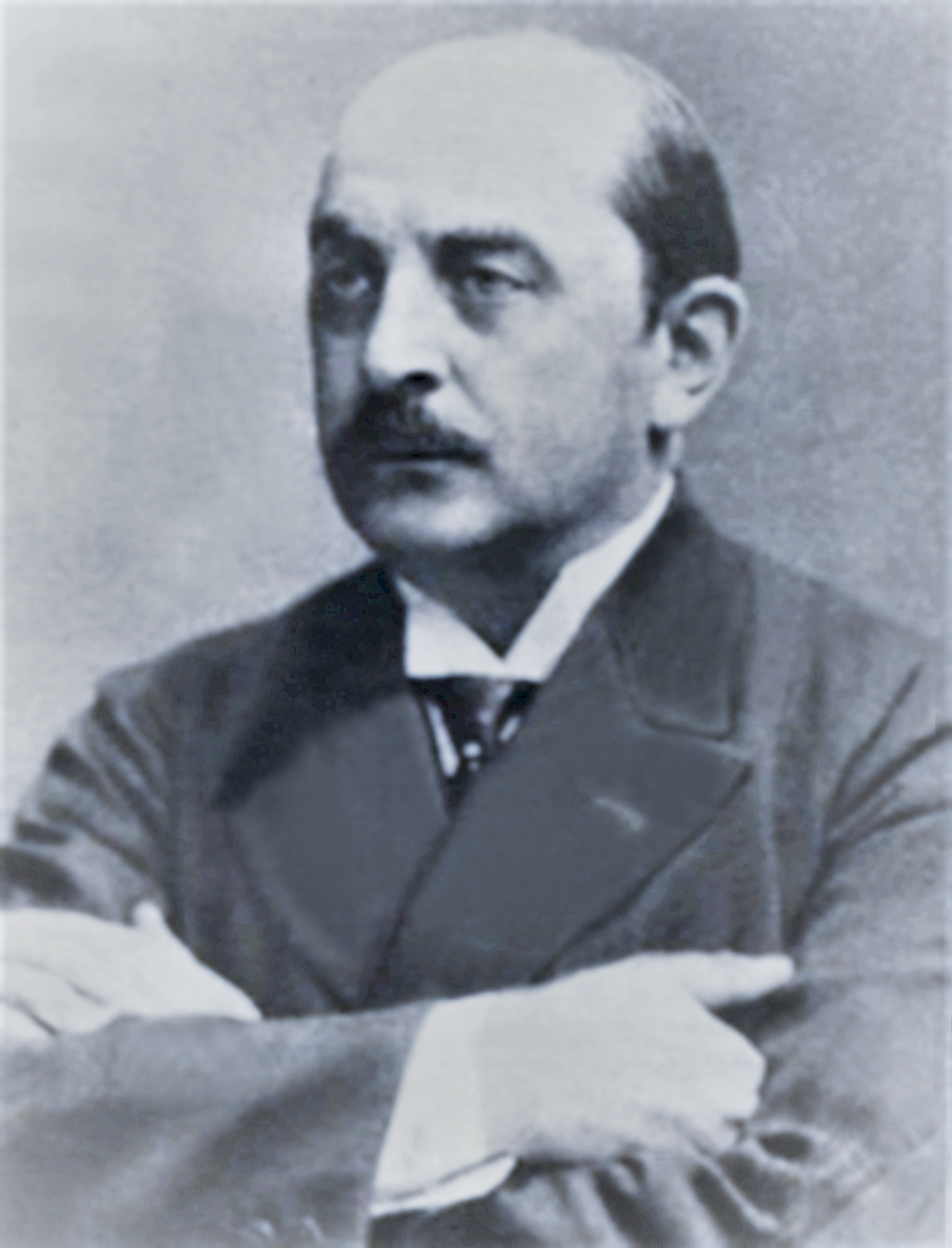
Nikolaus Rr v. Wassilko um 1915

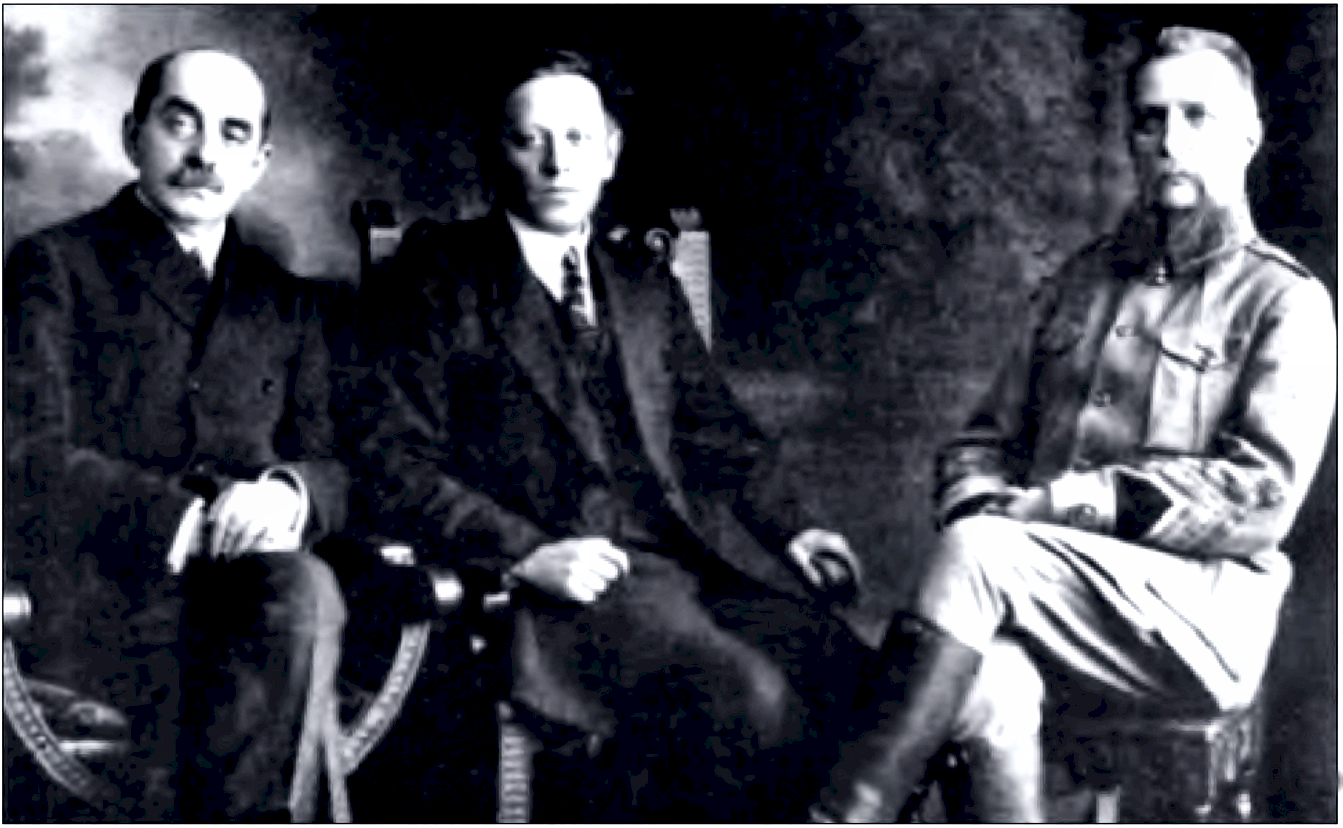
Nikolaus als ukrainischer Minister mit Sondervollmacht 1919, links

Nikolaus engagierte sich politisch zuerst in der konservativen rumänischen Partei. Da er in dieser keine bedeutende Position einnehmen konnte, wandte er sich 1897 der ruthenischen Abordnung zu, die ihm Funktionen innerhalb ihrer Partei zugesagt hatte.  Obwohl er zu jenem Zeitpunkt weder die russische noch ukrainische Sprache beherrschte, kandidierte er 1898 für den ruralen Bezirk Wischnitz (Vijnița) und wurde 1898 erstmals in den Bukowiner Landtag gewählt. Diesen Bezirk vertrat er dort bis 1918. So meinte er in einem Diskurs vor dem österreichischen Reichsrat, entgegen allen historischen Tatsachen, am 1. März 1900: „Die Bukowina ist slawische Erde und slawisch muss sie bleiben.“

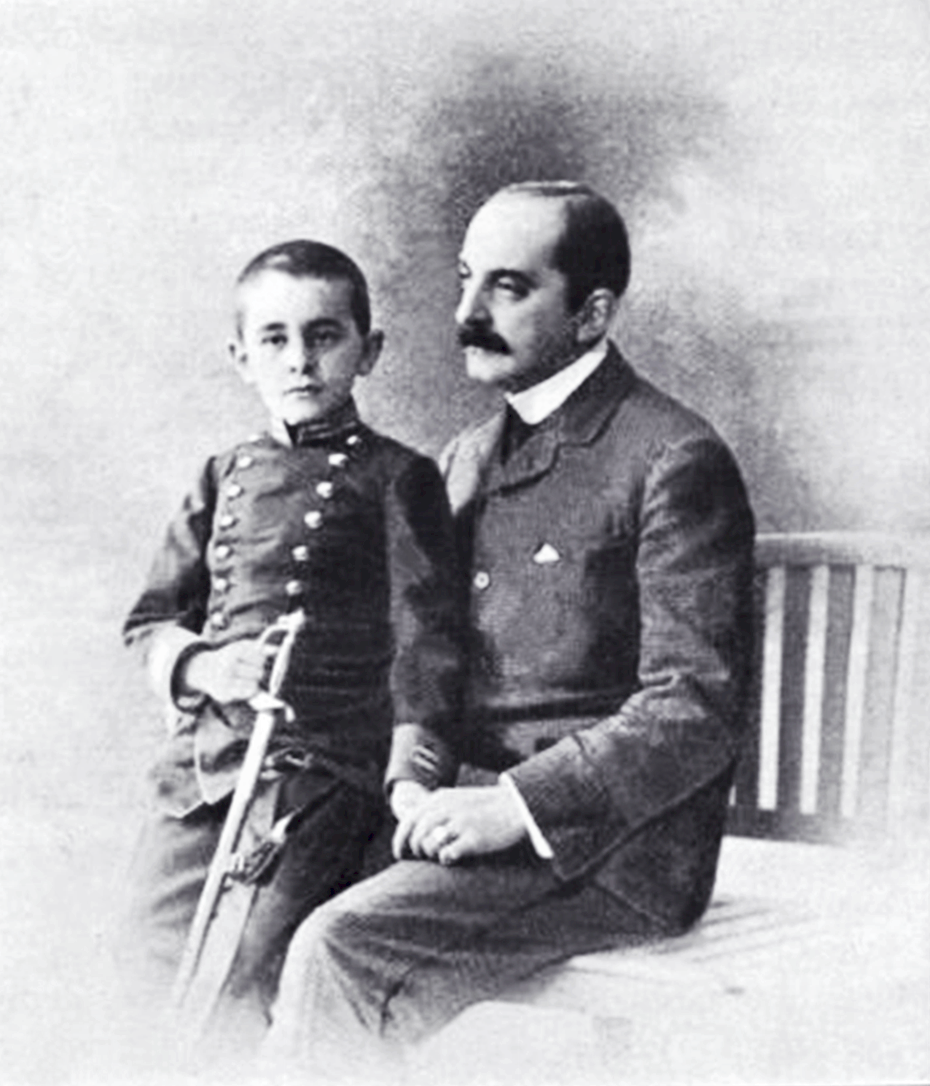
Nikolaus mit Sohn Hamilkar (1903)

Im Jahre 1899 erhielt er gleichfalls ein Mandat im Abgeordnetenhaus des österreichischen Reichsrats und als Mitglied der Nationaldemokratischen Partei wurde er auch 1907 in dieses Gremium gewählt, wo er bis 1918 wirkte und zu den einflussreichsten ruthenischen Abgeordneten gehörte.
Wassilko zählte als Gründungsmitglied des „Freisinnigen Verbandes“ – einer übernationalen politischen Koalition, die Modernisierung und Demokratisierung betrieb – und als einer der Architekten des Bukowiner Ausgleichs im letzten Jahrzehnt vor Ausbruch des Ersten Weltkriegs zu den prägenden landespolitischen Figuren der Bukowina.
Während des Ersten Weltkriegs war er Gründungsmitglied des Zentralrats der Ukraine von Wien (1914) und des Zentralrats der Ukraine (1915). In diesem Gremium setzte er sich für die Gründung eines Fürstentums Galizien–Wolhynien innerhalb der Doppelmonarchie nach dem Krieg ein und war ein Mitorganisator bei der Aufstellung des freiwilligen Huzulenkorps, das dann an den Kämpfen gegen die zaristische Armee 1915/1916 teilnahm.
Durch seine guten Verbindungen zu den österreichisch-ungarischen Diplomaten handelte er günstige Konditionen für eine zukünftige Ukraine im Friedensvertrag von Brest-Litowsk
aus sowie die Unterzeichnung eines Geheimvertrages bezüglich der Anerkennung der Westukraine als autonomes Mitglied innerhalb der Donaumonarchie nach dem Krieg.
Nachdem er schon 1918 Mitglied des nationalen Zentralrates der Ukraine geworden war, wurde er nach der Gründung des Direktorium der Ukrainischen Volksrepublik 1919 als Vertreter der Volksrepublik Ukraine (nicht kommunistisch) im Rang eines Ministers in die Schweiz geschickt. 1923 wurde er zum Präsidenten der exil-ukrainischen diplomatischen Missionen und Botschafter der Ukraine in Deutschland ernannt.
Er litt zwar an schwerem Asthma, starb jedoch infolge eines Schlaganfalls in einem Sanatorium in Bad Reichenhall und liegt auf dem Russischen Friedhof von Berlin-Tegel begraben.
Aus rumänischer Sicht war Nikolaus ein Verräter an der Nation und Renegat. Der bekannte rumänische Historiker Teodor Bălan (1885–1972) schrieb einst über ihn: „Er war ein Intrigant, Opportunist und eine traurige Figur des politischen Lebens in der Bukowina.“ (A fost un intrigant, oportunist și o figură tristă a vieții politice din Bucovina.)
Sogar in der bekanntlich nicht rumänenfreundlichen Zeitung „Bukowinaer Rundschau“ vom 24. Dezember 1899, ist auf Seite 2 unter der Überschrift „Am Ziele“ eine vernichtende Charakterstudie über ihn zu lesen. Hierbei werden seine Motive für den politischen Frontwechsel von der rumänischen Fraktion im Bukowiner Landtag hin zur ukrainischen sowie seine Abkehr von dem Nicolae, Spross der alten rumänischen Familie Wassilko/Vasilco hin zum „Ukrainer“ Nikolaj, [später sogar Mykola], beschrieben (Siehe auch unten.).
Der Boulevard Mykola Wassilko (вул. Василька Миколи) in Czernowitz wurde von den ukrainischen Behörden nach ihm benannt.

## Familie

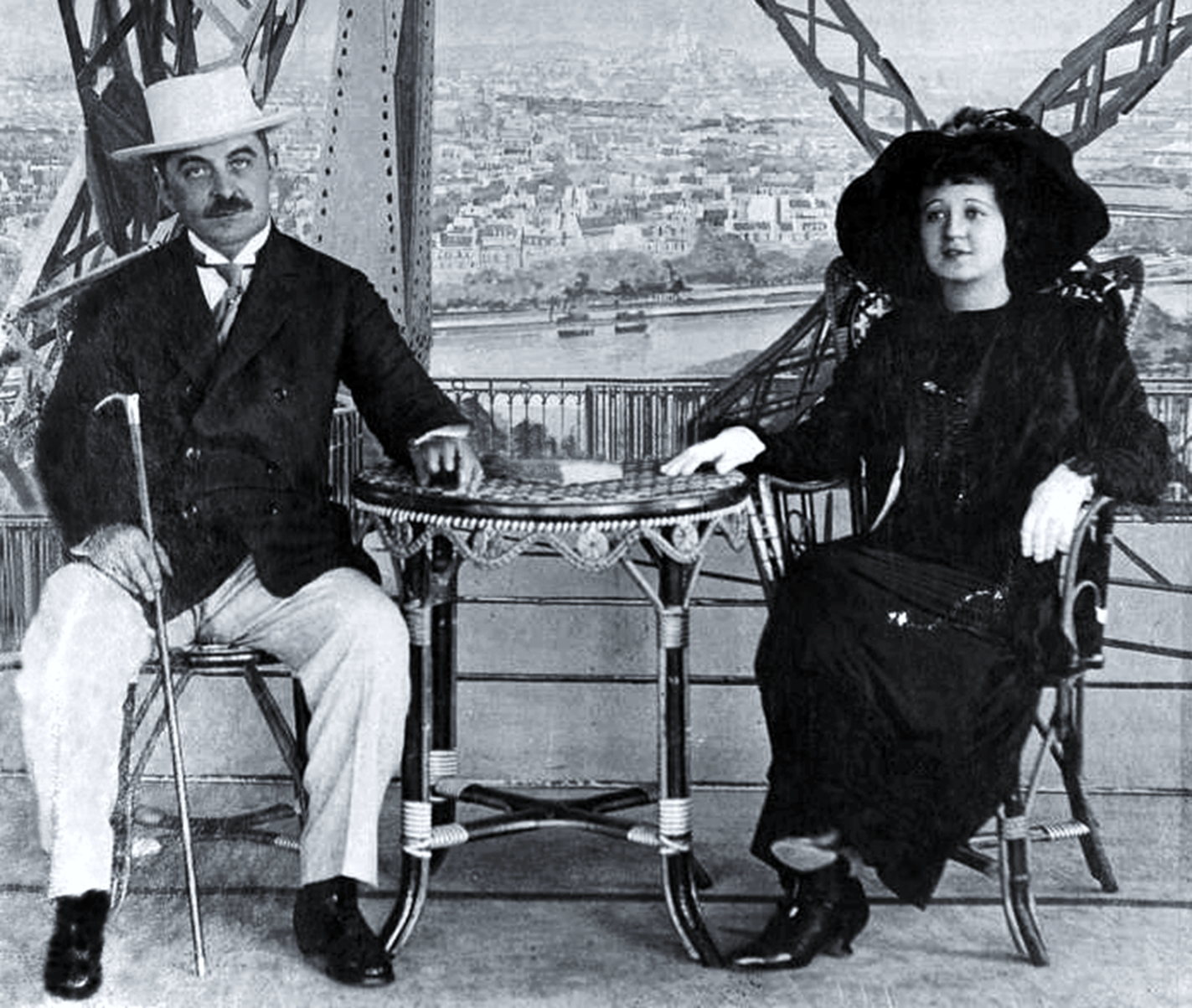
Nikolaus und Gerda Walden, Paris 1910

Der Politiker war der Sohn des gleichnamigen Ritters Nikolaus von Wassilko (* 4. Oktober 1839; † 1892) und seiner Gattin Aglaia Freiin von Petrino-Armis sowie Enkel des Demeter (Dimitrie) (* 16. Oktober 1796; † 1856) und der Smaranda von Zotta (* 16. Juli 1807; † 25. April 1878), ein Bruder des Jordaki Freiherren Wassilko von Serecki. Auch wenn er sich gerne als Baron ausgab stand ihm dieser Titel nicht zu, sondern nur der eines Ritters.
Nikolaus heiratete zweimal. Anno 1892 ehelichte er Olga von Gherghely (Gherghel), mit der er vier Kinder hatte: Hamilcar (1894–1965), Vera (* 1896 in Czernowitz; † 25. Mai 1984 in Folkestone, Grafschaft Kent), Tatiana (1897–1977) und Nadejda (1899–1977). Nach dem frühen Tod seiner Gattin vermählte er sich mit Jetty Winkler (alias Gerda Walde), einer jüdischstämmigen Wiener Chansonette, die die Mätresse des Schahs von Persien gewesen sein soll.
Seine Tochter Vera wurde 1926 in Wien als stilvoll aussehende junge Frau zwischen zwei Männern, einer hellhäutig, der andere dunkelhäutig, sie dabei als Gefangene ihrer Homosexualität, gebunden an gesellschaftliche Konventionen und zum Versteckspiel gezwungen darstellend, von Christian Schad gemalt, der mit ihr gut bekannt war und sie sehr schätzte. Auch sie gab sich fälschlicherweise als Baronesse aus.

## Wappen

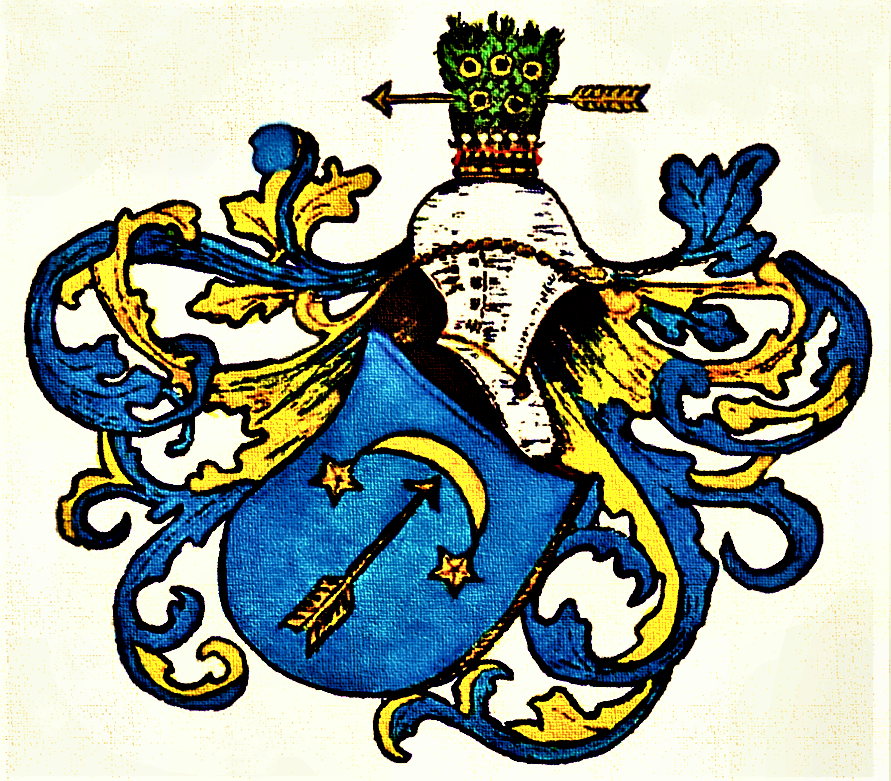
Wappen der Ritter von Wassilko (1788)

Da Nikolaus nicht von der freiherrlichen Linie der Familie abstammte, führte er das Ritterwappen von 1788. In mehreren Schriften wird er fälschlicherweise als Baron, einmal sogar als Graf geführt.